# ルネ・デュボス
ルネ・デュボス（René Jules Dubos、1901年2月20日 － 1982年2月20日）は、アメリカ合衆国の細菌学者、病理学者、環境保護活動家、人道主義者。フランスのサン・ブリス・スー・フォレ生まれ。 
1921年にパリの国立農学研究所を卒業し、当初は科学ジャーナリストとして働いた。 1924年に研究室助手として渡米し、1927年にラトガース大学からPh.D.を取得した。 その後はロックフェラー研究所に所属し、1957年に教授となり、1971年に退職した。

## 業績
ルネ・デュボスは人生の多くの時間を微生物の研究、および人類の福祉に影響する環境および社会的なファクターの分析に捧げた。土壌微生物から抗菌性の物質を分離する彼の研究は、主要な抗生物質の発見をもたらした。彼は先駆的な研究を行い、結核、肺炎、および獲得免疫、自然な感受性、および抵抗のメカニズムを感染に含む多くの主題において広く書いた。公衆衛生のハーバード・メディカル・スクールとハーバード学校で彼が比較病理のジョージフェービアン教授および熱帯の医学の教授であった1942年から1944年までの期間を除き、彼は科学者としてのキャリアをロックフェラー研究所で積んだ。
デュボスはその後半生で、環境の力の相互作用、および人類の物質的で、精神的で、スピリチュアルな開発を探究した。彼の人本主義的な哲学の主要な主張は下記の通りである：グローバルな問題はローカルな状況により制約されて、選択、社会的な発展のため、私達は人の行動を考え直すことができて、生態学的に釣り合いが取れた環境を促進するために、方向を変更しなさい。未来は楽観的である。なぜなら、人命と自然は弾力があり、私達は、それにますます気づいたからである。自然な力および人の活動、および私達に固有の危険は、私達の成功から利益を得て、他の同時代の環境問題を解決することに学ばれたレッスンを適用できる。
デュボスはポピュラーな格言の作者としても知られている。グローバルな環境問題が、私達のローカルな環境のエコロジカルで、経済、および文化的な違いを考慮することだけによる行動に変わるかもしれないという主張を参照する「法をローカルにグローバルに考えなさい」 。デュボスがアドバイザーとして1972国連人間環境会議に勤務した6年後に、この標語は1978年に初めて出現した。1979年に、デュボスは、エコロジカルな意識が家から始まることを提案した。彼は、世界注文 in which 「自然なおよび社会的なユニットは、それらのアイデンティティーまだ通信の豊かなシステムを通る互いを持つ相互作用を維持するか、または取り戻す」 の作成を勧めた。1980年代に、デュボスは演技の彼の考えをローカルに固守し、それらの「ユニークな物質的で、気候、および文化的な文脈」において、環境に関係する問題が扱われなければならないと思った。人々と地球の間の弾力があり、建設的な関係を築くことへのデュボスのアプローチは共鳴し続ける。
学年度1963－－1964および1964－－1965の間、彼はウェズリアン大学の高度研究のためのセンターで仲間であった。彼は、1980年に彼に敬意を表して専門であった人環境、非営利的な教育、および研究組織のためのルネデュボスセンターの評議員の会長として勤務した。ウィリアムとルースEblenにより共同設立されたセンターという任務は、「環境の問題の解像度のための公式化方針および環境の価値の作成について一般大衆と意志決定者を補助しなさい。」にである。デュボスは1982年に彼の死までセンターに活動的に没頭し続けた。彼は、また、現在一般大衆、1949から1952までがそれ科学&のための社会として知られている科学サービスの理事会において勤務した。

## 著書
- The Bacterial Cell in its Relation to Problems of Virulence, Immunity and Chemotherapy, 1945, Harvard University Press
- Louis Pasteur, Free Lance of Science, 1950, 1960, Charles Scribner's Sons, Da Capo Press 1986 reprint of 1960 edition: ISBN 0-306-80262-7
- The White Plague: Tuberculosis, Man, and Society, 1952, Little, Brown, and Company, Rutgers University Press 1987: ISBN 0-8135-1224-7
- Biochemical Determinants of Microbial Diseases, 1954, Harvard University Press
- Man, Medicine, and Environment, 1968, Praeger
- Mirage of Health: Utopias, Progress & Biological Change, 1959, Rutgers University Press 1987: ISBN 0-8135-1260-3
- Pasteur and Modern Science, 1960, Anchor Books, American Society of Microbiology edition with new chapter by Thomas D. Brock, 1998: ISBN 1-55581-144-2
- The Dreams of Reason: Science and Utopias, 1961 George B. Pegram lectures, Columbia University Press
- The Unseen World, 1962, The Rockefeller Institute Press
- The Torch of Life: Continuity in Living Experience, 1962, Simon and Schuster, Touchstone 1970 reprint: ISBN 0-671-20469-6
- Man Adapting, 1966, Yale University Press, ISBN 0-300-00437-0, enlarged edition 1980: ISBN 0-300-02581-5
- So Human an Animal: How We Are Shaped by Surroundings and Events, 1968, Scribner Book Company,  Transaction Publishers 1998 edition: ISBN 0-7658-0429-8 (won the 1969 Pulitzer Prize for non-fiction)
- Reason Awake, 1970, Columbia University Press, ISBN 0-231-03181-5
- Only One Earth: The Care and Maintenance of a Small Planet, 1972, coauthored with Barbara Ward and United Nations Conference on the Human Environment, W W Norton & Co, ISBN 0-393-06391-7
- A God Within, 1973, Scribner, ISBN 0-684-13506-X
- Of Human Diversity, 1974, Clark University Press, ISBN 0-914206-24-9
- Beast or Angel: Choices That Make Us Human, 1974, Scribner, hardcover: ISBN 0-684-17608-4, paperback 1984: ISBN 0-684-14436-0
- The Professor, the Institute, and DNA: Oswald T. Avery, His Life and Scientific Achievements, 1976, Paul & Company, ISBN 0-87470-022-1
- The Wooing of Earth, 1980, Scribner, ISBN 0-684-16501-5
- Quest: Reflections on Medicine, Science, and Humanity, 1980, Harcourt Brace Jovanovich, ISBN 0-15-175705-4
- Celebrations of Life, 1981, McGraw Hill, ISBN 0-07-017893-3
- The World of René Dubos: A Collection from His Writings, 1990, Henry Holt & Co, ISBN 0-8050-1360-1

## 受賞歴
- 1948年 アルバート・ラスカー基礎医学研究賞
- 1953年 ウォーレン賞
- 1960年 パサノ賞、コッホ・ゴールドメダル
- 1969年 ピューリッツァー賞 一般ノンフィクション部門 著書「So Human An Animal」により
- 1975年 カラム地理学メダル
- 1976年 タイラー賞

## 日本語訳著書
- 『細菌細胞 細菌の生物学』川喜田愛郎訳 岩波書店 1952
- 『感染から発症への生化学』石田名香雄,日沼頼夫共訳 日本教学出版 1958
- 『健康という幻想 医学の生物学的変化』田多井吉之介訳 紀伊国屋書店 1964
- 『ルイ・パストゥール 驚異の世紀におけるその生涯と業績』竹田美文, 竹田多恵共訳 納谷書店 1967　『ルイ・パストゥール』竹田美文訳  1979 講談社学術文庫
- 『環境と人間 現代医学の方向』田中英彦訳 エンサイクロペディア・ブリタニカ日本支社 1968 (現代人の教養
- 『パストゥール 20世紀科学の先達』長野敬訳 河出書房 1968 (現代の科学
- 『人間と適応 -生物学と医療-』木原弘二訳 みすず書房 1970
- 『人間であるために』野島徳吉,遠藤三喜子訳 紀伊国屋書店 1970
- 『目覚める理性 人間のための科学』野島徳吉, 遠藤三喜子共訳 紀伊国屋書店 1971
- 『かけがえのない地球 人類が生き残るための戦い』バーバラ・ウォード共著,人間環境ワーキング・グループ, 環境科学研究所共訳 坂本藤良監修 1972
- 『理性という名の怪物』三浦修訳 思索社 1974
- 『健康と病気』マヤ・パインズ共著,編集: ライフ編集部 タイムライフブックス 1974 (ライフ/人間と科学シリーズ)
- 『内なる神 人間・風土・文化』長野敬, 新村朋美共訳 蒼樹書房 1974
- 『人間への選択 生物学的考察』長野敬, 中村美子共訳 紀伊国屋書店 1975
- 『生命の灯』長野敬, 新村朋美訳 思索社 1978
- 『生命科学への道 エイブリー教授とDNA』柳沢嘉一郎訳 岩波書店 1979
- 『白い疫病 結核と人間と社会』ジーン・デュボス共著,北錬平訳 結核予防会 1982
- 『いま自然を考える 地球への求愛』長野敬訳 思索社 1983
- 『地球への求愛』長野敬訳 思索社 1990
- 『パストゥール 世紀を超えた生命科学への洞察』トーマス・D.ブロック編,長木大三[ほか]訳 学会出版センター 1996
- 『遺伝子発見伝』田沼靖一訳 小学館 1998 (地球人ライブラリー)